# Isidre Sabater i Arquer
Isidre Sabater i Arquer (Badalona, 1869-1945) va ser un arxiver català, que va exercir a l'Arxiu Diocesà de Barcelona entre 1904/05 i 1928, i després, com a Arxiver Municipal de Badalona entre 1931 i 1945, on va dur a terme una intensa tasca d'organització. Va publicar també treballs d'història badalonina en publicacions locals.
Llicenciat en dret a la Universitat de Barcelona el 1895. Vers el 1904 o 1905 va ser nomenat arxiver de l'Arxiu Diocesà de Barcelona, càrrec que va exercir fins al 1928, a causa de la resolució del bisbe Josep Miralles sobre la prohibició de l'exercici de càrrecs de funcionaris eclesiàstics a seglars. Va treballar per l'Exposició Universal de 1929 en la preparació dels aspectes artístics, així doncs va viatjar arreu de Catalunya cercant peces per exposar. El 1930 torna a ser a Badalona i és nomenat secretari particular de l'alcalde Lluís Ysamat, i el 1931 és nomenat encarregat de l'arxiu municipal de forma interina, i a finals d'aquell mateix any entra definitivament en el cos de funcionaris amb el càrrec d'arxiver municipal, que va exercir fins a la seva mort. Durant la Guerra Civil, el 1937 l'Ajuntament va encarregar-li la direcció i conservació del Museu i Biblioteca Municipals, ubicats a les torres Arnús i Solei. Va dur a terme una intensa tasca d'organització de l'arxiu i, fruit d'aquest treball, va publicar alguns articles d'història, especialment al setmanari El Eco de Badalona, del qual fou el principal col·laborador de la secció dedicada a la història de la ciutat, però també esporàdicament a Sol Ixent i a Revista de Badalona. A més, també va fer recerca als arxius de Barcelona, a l'Arxiu de la Corona d'Aragó, l'Arxiu Diocesà i l'Arxiu Capitular, amb la informació dels quals va escriure treballs de temàtica medieval i moderna. Va ser un bon coneixedor de les fonts, i les seves investigacions es van centrar bàsicament en la temàtica política, a través de la transcripció de documents, acompanyats sempre de breus interpretacions i la publicació documents inèdits.